# 加布區
12°10′N 14°10′W / 12.167°N 14.167°W
加布區是畿內亞比紹的一個行政區，下設5縣，該區北臨塞內加爾，東面和南面是畿內亞，東接通巴利區和巴法塔區，總面積9,150平方公里，2004年人口178,318。